# Orientalischer Zeitschriftenverlag Iranschähr
Der Orientalische Zeitschriftenverlag Iranschähr war ein von Hossein Kazemzadeh 1918 in Berlin gegründeter Verlag. In ihm erschienen eine persische Zweimonatszeitschrift mit den Namen „Iranschähr“ sowie zahlreiche Druckschriften und Bücher, die im Iran großen Einfluss auf die Entstehung eines iranischen Nationalgefühls hatten. Der Verlag stellte seine Tätigkeit 1936 ein. Hossein Kazemzadeh siedelte in die Schweiz über und gründete dort 1942 eine mystisch-esoterische Schule.

## Veröffentlichungen

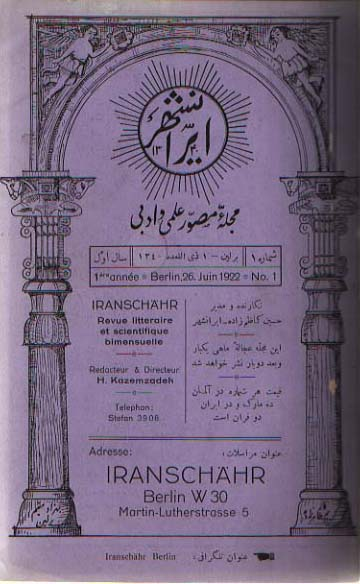
Titelblatt Heft 1 von Iranschähr
- Jijak Alishah oder die Situation am iranischen Hof vor einigen Jahren von Zabihollah Behruz
- Aïwan-i-Medâin von Khâgânī, bearbeitet von zeitgenössischen Poeten